# Lloyd Samuels
Lloyd Stevenson Samuels (ur. 29 kwietnia 1987) – kajmański koszykarz, uczestnik Mistrzostw Karaibów w Koszykówce mężczyzn 2011.
W 2011 roku wziął udział w Mistrzostwach Karaibów, gdzie reprezentacja Kajmanów zajęła ostatnie, 9. miejsce. Podczas tego turnieju wystąpił w czterech meczach, w których zdobył szesnaście punktów. Zanotował także dwie asysty, sześć przechwytów, cztery zbiórki defensywne i dwie zbiórki ofensywne. Ponadto miał także cztery faule. W sumie na parkiecie spędził około 65 minut.